# Ward Coucke
Ward Coucke (* 8. Oktober 1981 in Waregem) ist ein belgischer Beachvolleyballspieler.

## Karriere
Coucke bestritt seine ersten Open-Turniere 1999 und 2001 in Ostende mit Dirk de Boiserie. 2001 wurde er mit David Termote Fünfter der Junioren-WM in Le Lavandou. Von 2002 bis 2004 bildete er ein Duo mit Ron Andelhof und spielte diverse weitere Open-Turniere und einen Grand Slam in Berlin. 2007 trat er bei einem Challenger-Turnier in Brünn mit Audry Frankart an, der auch 2010 wieder sein Partner war. Bei der Europameisterschaft in Berlin schieden die beiden Belgier sieglos nach der Vorrunde aus. Von 2011 bis 2013 spielte Coucke mit Tom van Walle. Die EM in Kristiansand war für Coucke/van Walle wieder nach der Vorrunde beendet, nachdem sie das letzte Gruppenspiel gegen die Niederländer Brouwer/Meeuwsen nach mehr als einer Stunde mit 23:25 im Tiebreak verloren hatten. Auch 2012 bei der EM in Den Haag kam nach der Vorrunde das Aus. 2013 traten die Belgier lediglich auf nationalen Turnieren an.